# Cycas hainanensis
Cycas hainanensis C.J. Chen, 1975 è una pianta appartenente alla famiglia delle Cycadaceae, endemica della Cina.

## Descrizione
È una cicade con fusto eretto, alto sino a 0.3-1.5(-3.5) m e con diametro di 30 cm..
Le foglie, pennate, lunghe 70-230 cm, sono disposte a corona all'apice del fusto e sono rette da un picciolo lungo 20-70 cm; ogni foglia è composta da 100-280 paia di foglioline lanceolate, con margine leggermente ricurvo, lunghe mediamente 15-30 cm, di colore verde brillante, inserite sul rachide con un angolo di 40-70°.
È una specie dioica con esemplari maschili che presentano microsporofilli disposti a formare strobili terminali di forma fusoidale, lunghi 35-47 cm e larghi 10-12 cm ed esemplari femminili con macrosporofilli che si trovano in gran numero nella parte sommitale del fusto, con l'aspetto di foglie pennate che racchiudono gli ovuli, in numero di 2-4.  
I semi sono subglobosi od ovoidali, lunghi 35-40 mm, ricoperti da un tegumento di colore giallo.

## Distribuzione e habitat
L'epiteto specifico hainanensis fa riferimento alla diffusione della specie sull'isola di Hainan.

Prospera nelle zone più umide dai 1200 metri in su, su terreni con un substrato calcareo o vulcanico.

## Conservazione
La IUCN Red List classifica hainanensis come specie in pericolo di estinzione (Endangered).

La specie è inserita nella Appendice II della Convention on International Trade of Endangered Species (CITES)